# Astravets
Astravets (belarusiska: Астравец) är en stad i Belarus.   Den ligger i länet Hrodna, i den nordvästra delen av landet, 130 km nordväst om huvudstaden Minsk. Astravets ligger 161 meter över havet har 9 569 invånare.